# Agung (berg)
De Agung (Indonesisch: Gunung Agung) is een actieve vulkaan op Bali in Indonesië, die de hoogste berg op het eiland vormt. Nederlanders noemden de berg vroeger de Piek van Bali. Gunung betekent berg en Agung betekent groots, verheven of hoofd-.

## Religieuze betekenis
Agung is de heiligste berg van Bali, te vergelijken met de Griekse berg Olympus. De bevolking van het eiland ziet Agung als de 'navel van de wereld', het geografische en religieuze centrum van de wereld. Ze slapen met hun hoofden in de richting van de Agung en velen geloven dat de goden de berg maakten om vanaf die hoogte het leven beneden te aanschouwen.

## Ligging

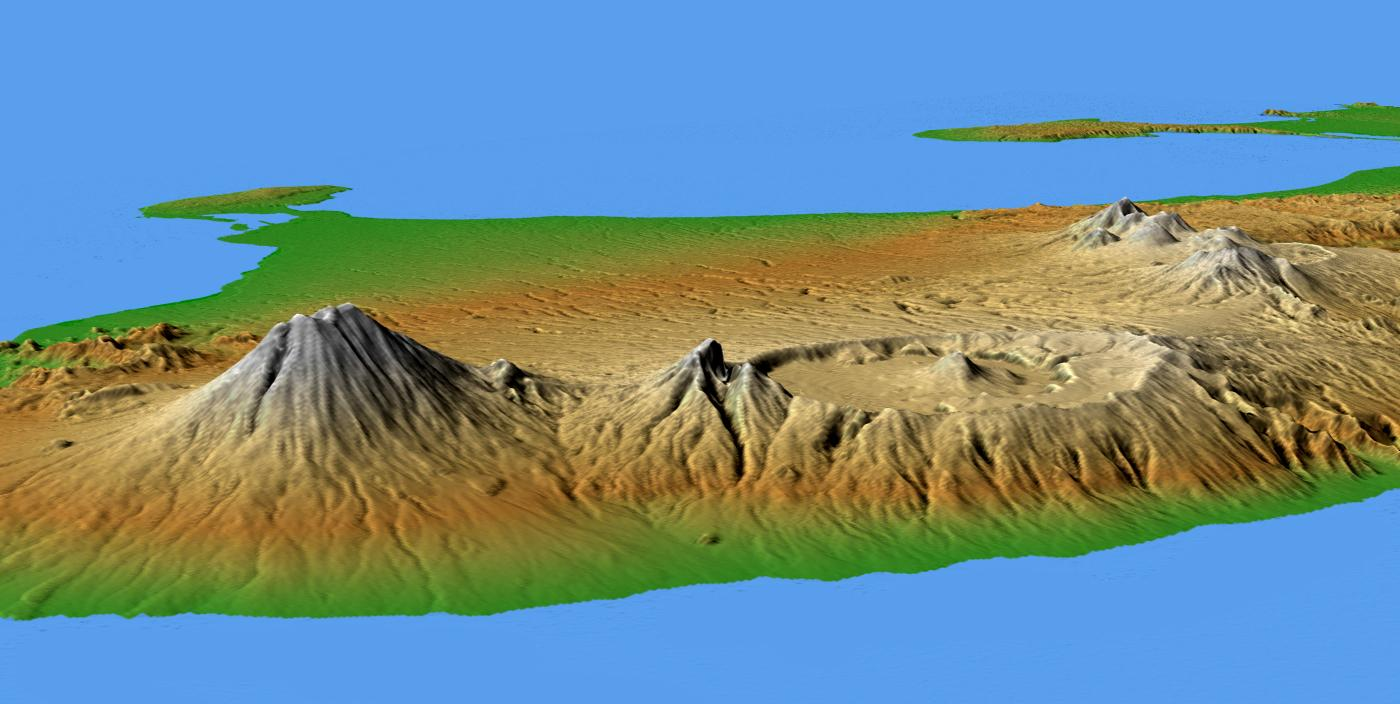
Een driedimensionale kaart van eiland Bali dat hier vanuit het noorden gezien wordt. Gunung Agung is de berg links, terwijl rechts de overblijfselen van Gunung Batur zichtbaar zijn.

De Agung ligt in oostelijk Bali, met de top ten noordoosten van de grote tempel Pura Besakih. De voet van de berg strekt zich in het noordoosten uit naar de zee en aan de zuidoostkant liggen een paar kleine uitgedoofde vulkanen. Een kleine vallei scheidt Agung van de naastgelegen vulkaan Gunung Batur. De lagere hellingen van de berg zijn zeer bebost en landbouw vindt plaats tot op een hoogte van ongeveer duizend meter.

## Erupties
Doordat de Gunung Agung gezien wordt als woonplaats van de goden worden erupties van gezien als een teken van hun ongenoegen. De uitbarstingen maken het omringende land echter ook vruchtbaar en de rivieren die ontspringen aan de Agung irrigeren de rijstvelden. Een grote eruptie in 1350 maakte het land rondom Besakih vruchtbaar en zorgde ervoor dat de rijstopbrengst nog jaren groot genoeg was om in de behoeften van het tempelcomplex te voorzien. Hierna vond nog geringe activiteit plaats in de jaren 1808 en 1843.
In 1963 en 1964 vond na een rustperiode van 120 jaar een uitbarsting van de Agung plaats. Hierbij werden enkele dorpen verwoest en kwamen naar schatting 1600 mensen om het leven. Nog eens 86000 anderen bleven dakloos achter. Deze mensen werden geëvacueerd naar andere delen van het eiland, waar problemen ontstonden door overbevolking en de politieke chaos in die tijd. Vele vluchtelingen belandden vervolgens in kampen in Midden-Celebes. De lavastromen misten de tempel Pura Besakih op de helling van de vulkaan op enkele meters, hetgeen door de inwoners van Bali gezien werd als een wonderlijke gunst van de goden.
Tegenwoordig zijn de zwarte hellingen van de Agung weer bedekt met akkers en tuinen. De berg blijft echter actief. Soms stoot de grote diepe krater nog rook en as uit. Vulkanologen houden de geologische activiteit nauwlettend in de gaten.

### 2017
Op 25 november 2017 was er opnieuw een eruptie van de vulkaan. De as die daarbij vrijkwam bereikte een hoogte van zes kilometer. Een enorme pyroclastische stroom rolde tijdens de uitbarsting van de vulkaan helling af. De Indonesische autoriteiten kondigden daarom code "rood" af, het hoogste dreigingsniveau. Code rood betekent dat een nieuwe uitbarsting wordt verwacht.

### 2018
Op 27 juni 2018 was er een as-eruptie die een aswolk 2,5 km hoog de lucht instuurde. Het vliegverkeer op de internationale luchthaven Ngurah Rai werd stilgelegd. Op 2 juli volgde om 9.05 uur lokale tijd lava-uitbarsting.

## Beklimming

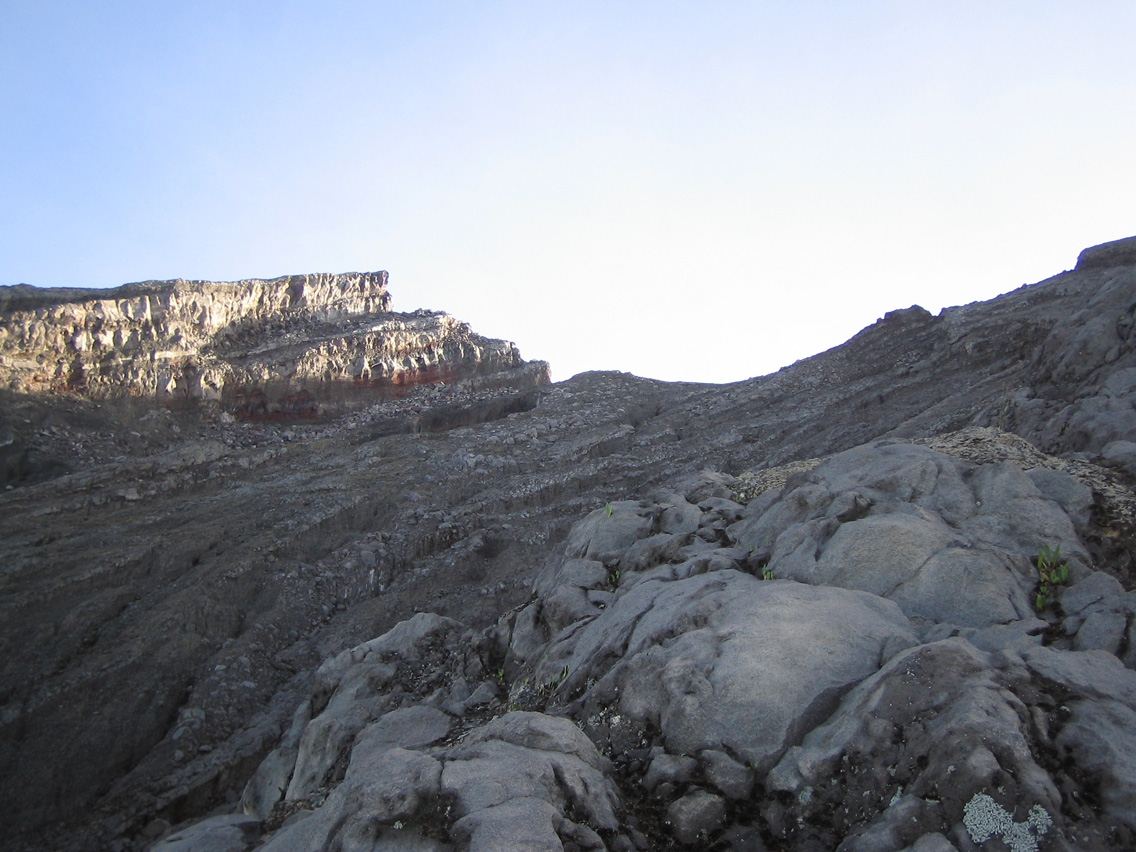

De Agung kan het beste beklommen worden in de periode van juli tot oktober. De beklimming is vrij zwaar, lang en gevaarlijk. Het huren van een gids wordt dan ook ten zeerste aangeraden. Over het algemeen worden er 3 routes gebruikt om de berg te beklimmen: een vanuit het zuiden, een tweede vanuit het zuidoosten en een laatste vanuit het westen. Deze laatste wordt het meest gebruikt omdat ze begint in Pura Besakih. Zeer belangrijk is het meenemen van water. De enige waterbron langs de route is namelijk heilig en het water mag daarom niet geconsumeerd worden. Aangezien de klim vooral over een ondergrond van losse aarde en rots gaat is ook de keuze voor de juiste schoenen belangrijk.
Best beklimt men de Agung vanaf de vroege ochtend wanneer de lucht nog helder is en men kan genieten van het uitzicht, zowel tijdens de klim als op de top. Bij helder weer is het mogelijk om de top van de Gunung Rinjani te zien op het naastgelegen eiland Lombok. Beide bergen zijn echter vaak aan het zicht onttrokken door het wolkendek.